# Sterigmatocistina
La sterigmatocistina è una micotossina prodotta da muffe del genere Aspergillus. Può essere presente nelle croste di formaggio ammuffite.
Si tratta di un metabolita secondario strutturalmente correlato alle aflatossine. Chimicamente consiste di un nucleo di xantone legato a una struttura bifuranica.